# Герб Кирсановского района

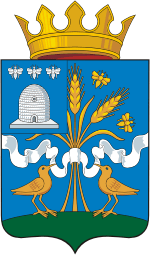
Герб Кирсановского района (полный)

Герб муниципального образования Кирса́новский район Тамбовской области.
Герб Кирсановского района утверждён 22 мая 2008 года Решением Кирсановского районного Совета народных депутатов № 40
Герб внесён в Государственный геральдический регистр Российской Федерации с присвоением регистрационного номера № 4046.

## Описание герба
«В лазоревом поле — на зелёной земле три золотых хлебных колоса, расходящихся вверху и внизу, посередине связанных серебряной вьющейся лентой, положенной в пояс и выходящей за края щита, сопровождаемые вверху четырьмя веерообразно разлетающимися с головками колосьев; внизу, на той же земле — два сообращённых травника того же металла с лазоревыми глазами, содержащие в клювах ленту по сторонам от колосьев».
В вольной части герб Тамбовской области.
Герб увенчан муниципальной короной установленного образца.
Изображение герба как в виде одного щита, так и с вольной частью и муниципальной короной (или с одним из этих элементов) являются равнозначными, равноценными и равно приемлемыми во всех случаях официального использования.

## Обоснование символики и история герба

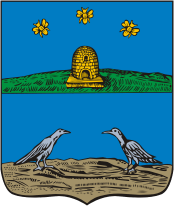
Герб Кирсанова (1781 год)

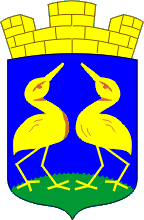
Герб Кирсанова (2004 год)

Изображение двух золотых травников, стоящих в лазоревом поле на зелёной земле, воспроизводит историческую символику Кирсановского уезда.
Вырастающие из земли золотые хлебные колосья символизируют плодородие земель района и основное занятие его жителей — зерновое земледелие.
Золотые пчелы символизируют трудолюбие жителей района и напоминают о его принадлежности к Тамбовской области.
Серебряная лента символизирует реку Ворону и её притоки.
Вольная часть обозначает территориальную принадлежность района к Тамбовской области.
Золотая корона установленного образца обозначает административный статус муниципального района.
Автор герба Кирсановского района — заслуженный художник РФ, вице-председатель Гильдии геральдических художников России, член Геральдического совета при Президенте РФ Михаил Константинович Шелковенко.
Герб Кирсановского района основан на историческом гербе Кирсанова, высочайше утверждённом 16 августа 1781 года вместе с другими гербами Тамбовского наместничества.
Исторический герб Кирсанова был реконструирован в 2004 году и утверждён решением Кирсановского городского Совета народных депутатов № 301 от 29 января 2004 года в качестве официального символа города.